# ニュージーランド囲碁協会
ニュージーランド囲碁協会 (ニュージーランドいごきょうかい、英: New Zealand Go Society) は、国際囲碁連盟に加入しているニュージーランドの囲碁団体である。

## 活動内容
ニュージーランド囲碁協会は、主に
1. 囲碁用品の販売
2. 囲碁に関する情報発信[1]
3. 大会の運営、国際大会への選手派遣

などに取り組んでいる。

### 選手の派遣状況
ニュージーランド囲碁協会は毎年世界アマチュア囲碁選手権戦の代表を選考・派遣している他、何度も世界学生囲碁王座戦に選手を派遣している。

### 独自ルールの運用
ニュージーランド囲碁協会は「ニュージーランド方式」(英: New Zealand Go Rules) という独自ルールに基づいて大会を行っている。この対局方式そのものはニュージーランド国内でしか使われていないが、en:John Tromp (オランダの情報科学者) などはこのルールに基づいて Tromp-Taylor 方式を考案しているので、その影響は無視できない。

### 関連団体
- Auckland Go Club
- Auckland University Go Club
- Wellington Go Club
- Christchurch Go Club
- Dunedin Go Club
- Otago University Go Club